# 東京臨海新交通臨海線
東京臨海新交通臨海線（日语：／ Tōkyō rinkai shinkōtsū rinkai sen */?），通稱與暱稱為百合海鷗號（ Yurikamome；又譯為百合鷗號），是位於日本東京都、主要服務東京臨海副都心聯外運輸的旅客捷運系統（AGT規格）路線，由百合鷗公司營運。起於東京都港區的新橋、迄於東京都江東區的豐洲。車站編號使用的路線記號為U。

## 路線名稱
該線自開通初期起，無論是官方宣導或一般民眾都較常使用其暱稱「百合鷗」（ゆりかもめ）或者「新交通百合鷗」（新交通ゆりかもめ）稱呼該系統與路線，為免與同樣通過東京臨海副都心的東京臨海高速鐵道臨海線（りんかい線）混淆，一般不使用正式的路線名。正式路線名「東京臨海新交通臨海線」是根據營運機構「株式會社百合鷗」（百合鷗公司）在1988年（昭和63年）創立時的名稱「東京臨海新交通株式會社」而命名，但該公司在1998年（平成10年）根據營運路線系統的暱稱而改名為「株式會社百合鷗」時，並沒有一同更改路線的正式名稱，而成為公司與路線名不同的情況。
至於該路線做為都市計劃的事業用名，則稱為「東京都市計劃道路特殊街路新交通專用道第1號臨海線之1至之3及東京都市計劃都市高速鐵道東京臨海新交通臨海線」（東京都市計画道路特殊街路新交通専用道第1号臨海線1-3及び東京都市計画都市高速鉄道東京臨海新交通臨海線）。

## 營運概況
此路線由新橋到豐洲，全長14.7公里。1995年11月1日開始行駛，但開通當時只由新橋至有明，到2006年3月27日才開通全線。東京臨海新交通主要使用7000系（1～3次車）及7200系（4～6次車）電聯車，但根據製造批次的不同，實際上有六種硬體細節與外觀造型稍有不同的亞型存在。2014年1月起，陸續導入7300系（7次車）進行營運。
該路線自开通时起，就一直採用「百合鸥」或者「新交通百合鸥」作为常用称呼，因台場地區還有一條同樣命名為「臨海線」（りんかい線）、由東京臨海高速鐵道所經營的高運量鐵路路線存在，為避免混淆，除了官方文書中外，甚少會以「临海线」這路線正式名称呼百合鸥号。

## 路線資料
- 路線距離（營業距離）：14.7公里
- 導引方式：側邊導軌式
- 站數：16個（包括起終點站）
- 複線路段：全線
- 電氣化方式：三相電 600 V、50 Hz
- 最高速度：60公里/小時

## 語音導覽
在2006年3月27日啟用有明至豐洲延伸部分的同時，百合鷗號服務的每一個車站也安裝了新的站內設施語音指示系統。每一個車站分別起用了一名聲優，為站內的地圖、售票機及廁所地圖的聲音指示配音。特別的是以不同聲優為站內設施聲音指示系統配音，是在日本交通系統上首次見到的作法。該系統於2006年8月11日至13日、Comic Market 70（日本一項大型的同人活動）舉辦期間正式啟用。起用聲優名單請參閱「車站列表」一段。

## 車站列表
1995年11月1日通車初期，百合鷗號的服務範圍是由新橋車站至有明車站，但在2002年11月2日時配合汐留地區的新市鎮開發，在新橋和竹芝之間增建汐留車站。2006年3月27日全線建設完成，百合鷗號的服務範圍也自原本的有明延長至豐洲地區。
2019年3月16日，原船之科學館站改名為東京國際郵輪碼頭站，國際展示場正門站改名為東京國際展覽中心站。
所有車站均位於東京都內。車站編號的記號部分使用「U」，以「U-○○（數字）」顯示。百合鷗號的羅馬拼音「Yurikamome」的首字母是Y，但已被有樂町線使用。
| 車站編號         | 中文站名         | 日文站名 | 英文站名 | 站間距離 | 營業距離 | 接續路線 | 所在地 | 文樣             | 文樣背景色 | 音聲資訊 擔當聲優 |
| ---------------- | ---------------- | -------- | -------- | -------- | -------- | --- | ------ | ---------------- | ---------- | ----------------- |
| U-01             | 新橋             |          |          | -        | 0.0      | 東日本旅客鐵道： 東海道線（JT02）、 山手線（JY28）、 京濱東北線（JK24）、 橫須賀線（JO18） 東京地下鐵： 銀座線（G-08） 都營地下鐵： 淺草線（A-10） | 港區   | 柳條紋           | 新橋色     | 淺野真澄          |
| U-02             | 汐留             |          |          | 0.4      | 0.4      | 都營地下鐵： 大江戶線（E-19） | 港區   | 蘆葦圖案         | 姜黃色     | 下野紘            |
| U-03             | 竹芝             |          |          | 1.2      | 1.6      | | 港區   | 魚鱗圖樣         | 鐵藍色     | 高橋智秋          |
| U-04             | 日之出           |          |          | 0.6      | 2.2      | | 港區   | 紅底白光圖樣     | 紅色       | 長谷優里奈        |
| U-05             | 芝浦埠頭         |          |          | 0.9      | 3.1      | | 港區   | 露珠草坪圖樣     | 淺葱色     | 山本麻里安        |
| 此段跨過彩虹大橋 |                  |          |          |          |          | | 港區   |                  |            |                   |
| U-06             | 御台場海濱公園   |          |          | 3.9      | 7.0      | | 港區   | 老松圖樣         | 松葉色     | 鈴村健一          |
| U-07             | 台場             |          |          | 0.8      | 7.8      | | 港區   | 大浪圖樣         | 紫羅蘭色   | 森川智之          |
| U-08             | 東京國際郵輪碼頭 |          |          | 0.6      | 8.4      | | 江東區 | 帆船圖樣         | 紅褐色     | 高城元氣          |
| U-09             | 遠程通信中心     |          |          | 0.8      | 9.2      | | 江東區 | 蝙蝠圖樣         | 藍灰色     | 水橋香織          |
| U-10             | 青海             |          |          | 1.0      | 10.2     | | 江東區 | 藍色波浪圖樣     | 深藍色     | 鳥海浩輔          |
| U-11             | 東京國際展覽中心 |          |          | 1.1      | 11.3     | | 江東區 | 櫻花圖樣         | 櫻桃色     | 高橋美佳子        |
| U-12             | 有明             |          |          | 0.7      | 12.0     | 東京臨海高速鐵道： 臨海線（國際展示場，R03） | 江東區 | 獅子圖樣         | 橙色       | 中原麻衣          |
| U-13             | 有明網球之森     |          |          | 0.7      | 12.7     | | 江東區 | 濕地水鳥圖樣     | 深綠色     | 鈴木千尋          |
| U-14             | 市場前           |          |          | 0.8      | 13.5     | | 江東區 | 不規則蟹條紋圖樣 | 深紅色     | 鈴木達央          |
| U-15             | 新豐洲           |          |          | 0.5      | 14.0     | | 江東區 | 算盤條紋圖樣     | 藍紫色     | 桑谷夏子          |
| U-16             | 豐洲             |          |          | 0.7      | 14.7     | 東京地下鐵： 有樂町線（Y-22） | 江東區 | 雨龍出水圖樣     | 天藍色     | 保志總一朗        |

## 外部連結
- 東京臨海新交通百合鷗號官方網站：日文 （页面存档备份，存于）、英文 （页面存档备份，存于）、简体中文 （页面存档备份，存于）、繁体中文 （页面存档备份，存于）